# テリー・アントニス
エレフテリオス・アントニス（英語: Elefterios Antonis、ギリシア語: Eλευθέριος Αντώνης、1993年11月26日 - ）は、オーストラリアとギリシャのサッカー選手。オーストラリア代表。ポジションはMF。
Kリーグ時代の登録名はアントニス（ハングル: 안토니스）。

## クラブ歴

### ユース
シドニー郊外のバンクスタウンで生まれた。
10歳の時にセブン・ネットワークのテレビ番組であるToday Tonightのサッカーの才能の大会で優勝、マドリードに渡って自身のトレーニングスキルDVDをデビッド・ベッカムと作るという経験をし、注目の神童となった。審査員を務めたフランク・ファリーナも「リフティングがとても巧い。潰れたボールですら落とす事なくリフティングしていたのは印象的だった。」 と述べた。このリフティング能力を買われてアディダスがスポンサーについた。アレックス・トービンも「見た事ある中でも指折りの才能」と述べ、ティム・ケーヒルやブレット・ホルマンの後継者になるだろうと述べた。
クラブの経歴としては地元バンクスタウンのセント・クリストファーSCでサッカーを始め、シドニー・オリンピックFC、マルコーニ・スタリオンズFCに移籍した。
14歳の時にはエヴァートンFCと5年契約を締結したが、18歳以下の国際移籍禁止条項に反したため国際サッカー連盟によってこの契約は抹消された。

### シドニーFC

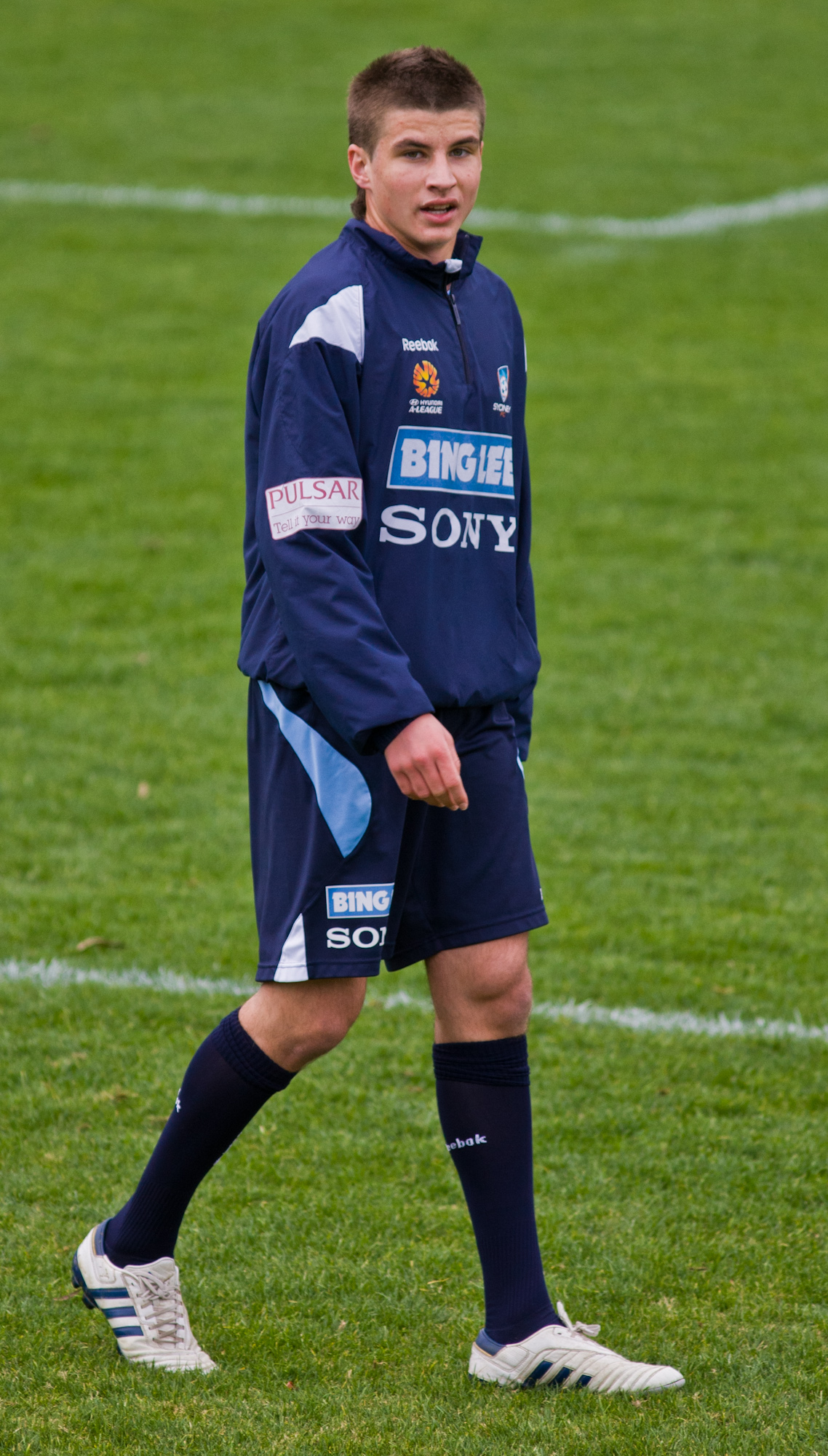
2010年、シドニーFC時代

2010年6月22日の親善試合で16歳ながら選手初出場。7月5日に3年契約を交わしてプロとなった。公式戦初出場は9月11日となった。
シドニーFCと契約した後も、エヴァートンのみならず、インテルナツィオナーレ・ミラノ、オリンピック・マルセイユへも移籍の噂があった。噂の理由として大きかったのはエヴァートンと代表のエースであるティム・ケーヒルと親交がある事であったが、2010年7月10日にシドニーFCとエヴァートンが親善試合を行った際にはカメラマンが25人もつくなど、大きく騒がれた。2012年2月にシドニーFCと3年の契約を更新し、このクラブに居られて幸せだと述べた。
しかし同年4月にブンデスリーガのボルシア・メンヒェングラートバッハのトライアルに参加、ロマン・ノイシュテッターの代役候補として名が挙がったが、移籍とはならなかった。
2012-13シーズン終了後もFCユトレヒトからトライアルへの参加要請が来たが、セリエAのパルマFCが違約金を積んで4年契約を用意していたため断った。しかしパルマへの移籍は結局実現せず、シドニーFCに残留した。
2013年2月16日にプロ初得点を記録。その後腿の筋肉を断裂し9ヶ月の離脱を余儀なくされ、海外移籍へ影響を及ぼした。2014年2月に戦列復帰し、その試合で得点をあげた。

### PAOK
21歳になった彼には50万ドルでPAOKテッサロニキに移籍するとの報道が出た。PAOKのテクニカルディレクターであるフランク・アルネセンは血筋的な祖国であるギリシャでタイトルを齎してくれるだろうと期待感を寄せるコメントをメディアに発表した。2015年12月3日にキペロ・エラーダスで64分にエヤル・ゴヤサに代わって途中出場し移籍後初出場。ギリシャ・スーパーリーグでは2016年2月21日にヤニス・ミスタキディスに変わって途中出場し初出場となった。
しかしPAOKのレギュラーに割って入る事は出来ず、ヨルゴス・ヨルヤディスが率いるヴェリアFCに期限付き移籍となり、2016年8月31日に1年の期間での加入が決まった。10月16日の試合でシシーニョに代わって途中出場し移籍後初出場となったが、この試合以外では出場出来なかった。
ヴェリアでもレギュラーを確保出来なかった彼は、半年で期限付き移籍を打ち切られ、半年の契約でウェスタン・シドニー・ワンダラーズFCに期限付き移籍先を変更した。2017年1月28日の試合でミッチ・ニコルズと交代で77分に投入され移籍後初出場。

### VVVフェンロー
最早PAOKの戦力として考えられていなかった彼は、2017年7月8日にエールディヴィジのVVVフェンローに2年契約で完全移籍。カップ戦では出場したものの、リーグ戦ではベンチとベンチ外を行き来し、結局エールディヴィジで出場する事なく2018年1月3日に退団した。

### メルボルン・ヴィクトリー
無所属となった彼は、メルボルン・ビクトリーFCに2年半契約で加入。

### 水原三星ブルーウィングス
2019年夏にKリーグの水原三星ブルーウィングスに移籍。同年は半年で11試合に出場し、海外で初めて戦力となった。

### ウェスタン・シドニー・ワンダラーズ
2021年7月25日、ウェスタン・シドニー・ワンダラーズFCに3年契約で復帰した。2023年5月24日に双方合意の下で即時契約解除をした。

### メルボルン・シティ
同年7月6日、単年契約でメルボルン・シティFCに加入した
|。

## 代表歴
代表は一貫してオーストラリア代表を選択。

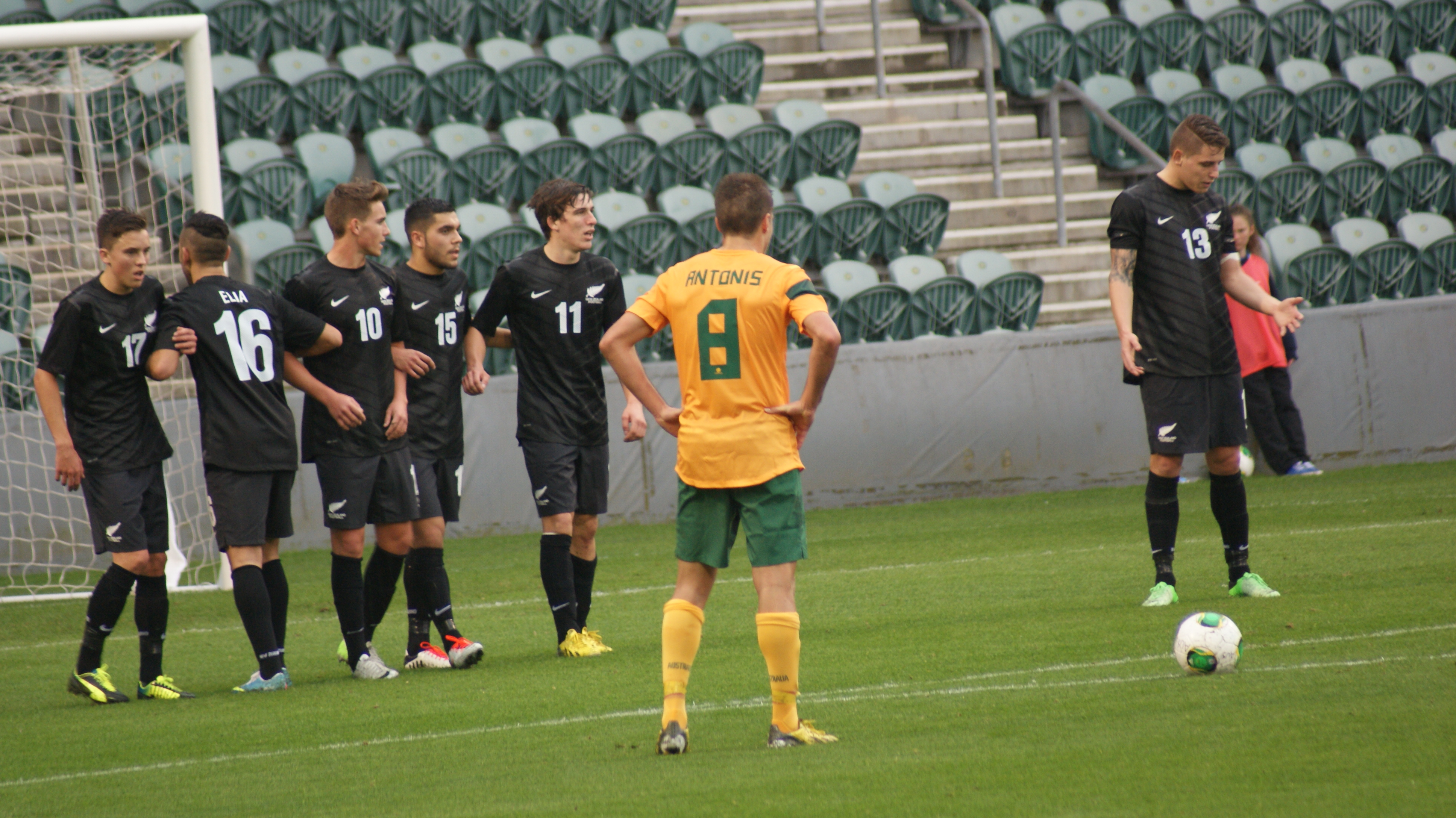
2013年、U-20代表にて

2012年12月3日に行われたEAFF東アジアカップ2013予選・香港代表戦で代表初出場を記録した。その後、AFCアジアカップ2015のメンバーにも選出されたが、同大会で出場する事はなかった。
2015年12月23日にはロンドンオリンピック予選のメンバーに選出された。

## プレースタイル
中盤であればどの役割でもこなせるユーティリティープレーヤーであるが、ボランチに配置して長いパスレンジを活かしてプレーを作る役割に一番長けている。

## 個人
ギリシャ系オーストラリア人であり、オーストラリアとギリシャ両方のパスポートを有している。